# Емил Стоев
Емил Светославов Стоев (роден на 17 януари 1996 г.) е български футболист, който играе на поста полузащитник. Състезател на Славия.

## Кариера
Стоев започва своята кариера в Славия. На 16 февруари 2017 г. е изпратен под наем в Ботев (Враца) до края на сезона. Наемът бива удължен допълнително през юли. На 8 януари 2018 г. Стоев се завръща в Славия, след като наемът му в Ботев (Враца) приключва в края на 2017 г.